# Middelburg (Zuid-Holland)
Middelburg is een buurtschap behorende tot de gemeenten Bodegraven-Reeuwijk, Alphen aan den Rijn en Waddinxveen in de Nederlandse provincie Zuid-Holland. Het ligt ten westen van Reeuwijk-Dorp aan de Middelburgseweg in Polder Middelburg en telt rond de 220 inwoners. Middelburg grenst in het noorden aan Foreest, in het oosten aan Tempel en Nieuwdorp onder Reeuwijk, in het zuiden aan Bloemendaal en in het westen aan Bloemendaal, Randenburg en een klein stukje Reijerskoop.
Middelburg was naast de naam van een buurtschap ook de naam van een ambachtsheerlijkheid waarvan Middelburg de belangrijkste plaats was. De heerlijkheid stond eerst ook bekend als Foreest, naar de oudst bekende eigenaren, de familie Van Foreest. Later werd met Foreest alleen de buurtschap direct ten noorden van Middelburg aangeduid. Verder bestond de heerlijkheid uit de ten noorden van Foreest gelegen buurtschappen Nieuwkoop en Spoelwijk.

De heerlijkheid bleef vanaf de 13e tot begin 16e eeuw in handen van de familie Van Foreest en kwam toen door huwelijk in bezit van de familie Van Borsele.
Middelburg was de enige plaats in de heerlijkheid met een kerk. Deze wordt al in de veertiende eeuw vermeld. De kerk werd in de negentiende eeuw afgebroken.
In 1812 werd het voormalige ambacht Middelburg bij de gemeente Boskoop gevoegd. In 1817 werd Middelburg een zelfstandige gemeente totdat die in 1855 bij Reeuwijk werd gevoegd, dat in 2011 is samengegaan met Bodegraven. De andere plaatsen binnen de heerlijkheid, Spoelwijk en Nieuwkoop, werden in de 20e eeuw deel van de gemeente Boskoop. Per 1 januari 2014 is Boskoop bij de gemeente Alphen aan den Rijn gevoegd.